# Rüdiger Kutz
Rüdiger Kutz (ur. 15 października 1946 w Mülheim an der Ruhr) – niemiecki architekt i specjalista z zakresu ochrony zabytków.

## Sylwetka
Studiował architekturę na Uniwersytecie Technicznym w Monachium. Po zdaniu 2. egzaminu państwowego rozpoczął pracę w Bawarskim Urzędzie Ochrony Zabytków (Bayerisches Landesamt für Denkmalpflege), gdzie jako referent odpowiadał za praktyczną opiekę nad zabytkami w Dolnej Frankonii w Bambergu.
Od 1967 członek bractwa studenckiego Corps Makaria München, od 1979 jego archiwista, a od 1982 kustosz muzealny.
Od dzisięcioleci w kręgu jego zainteresowań znajduje się Lola Montez - jej rola w Królestwie Bawarii oraz znaczenie bractw studenckich w Górnej Frankonii.

## Publikacje
- Alemannia (III) München. 30. 7. 1847 – 10. 2. 1848. Verein für corpsstudentische Geschichtsforschung,  Bd. 26 (1981), S. 57–82 („Lolamannia“).
- Das Münchner Studentenfreicorps (6. 3. 1848 bis 16. 5. 1849). Einst und Jetzt, Bd. 31 (1986), S. 15–46.
- Die Chronik der Rudelsburg und ihre Denkmäler. Einst und Jetzt. Sonderheft 1993.
- „Durate et vosmet rebus servate secundis!“ Kurzer Überblick über die Geschichte des erloschenen Kösener Corps Littuania Königsberg. Einst und Jetzt, Bd. 54 (2009), S. 289–300.